# Orthetrum japonicum
Orthetrum japonicum là loài chuồn chuồn trong họ Libellulidae. Loài này được Uhler mô tả khoa học đầu tiên năm 1858.